# Kitchener
Kitchener, oficialment: City of Kitchener, és una ciutat del sud d'Ontario, Canadà. Es troba a uns 100 km a l'oest de Toronto, Kitchener és la seu de la Municipi Regional de Waterloo. Des de 1854 fins rebia el nom de Town of Berlin (Vil·la de Berlín) i el de City of Berlin (Ciutat de Berlín) des de 1912 fins 1916.
La seva àrea metropolitana inclou les ciutats menors de Waterloo i Cambridge amb un total de 523.894 habitants essent la desena àrea metropolitana del Canadà.
La City of Kitchener té 233.222 habitants (2016).

## Geografia i clima
Es troba a uns 300 m d'altitud en les Terres Baixes del Sant Llorenç Saint Lawrence Lowlands dins la conca del Grand River d'Ontario i es troba en una conca artesiana.

### Clima
Kitchener té un clima continental humit (Dfb en la Classificació de Köppen); la seva temperatura mitjana anual és de 7,0 °C amb la mitjana de gener de -6,5 °C i juliol de 20,0 °C. La seva pluviometria mitjana és de 917 litres amb el màxim de pluja a l'estiu. La temperatura mínima absoluta és de -34,1 °C.

## Història

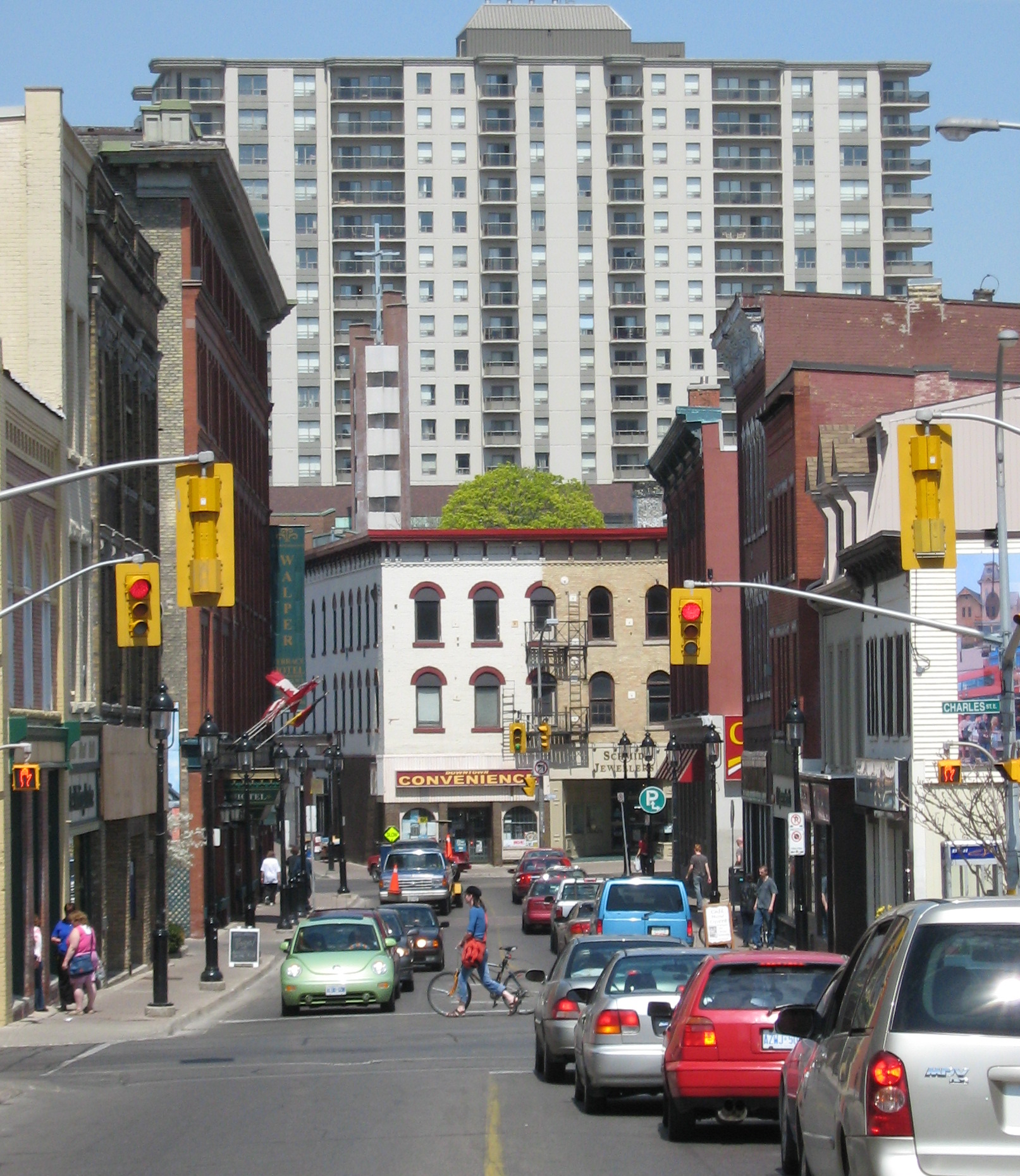
Queen Street South.

La fundació d'aquest territori va ser l'any 1784, quan, com un regal britànic als amerindis iroquesos per la seva col·laboració durant la guerra d'independència dels Estats Units van regalar als amerindis 240.000 hectàrees de terra. Des de 1796 a 1798, els iroquesos de les Six Nations es van vendre 38.000 hectàrees d'aquesta terra als legalistes (Loyalists). Els Mennonites hi van crear granges.
Els primers edificis es van construir cap a l'any 1800.